# 980 до н. е.

## Події
- Чжао-ван здійснив напад на царство Чу-Цзін, переправився через річку Хань і отримав дар великого носорога (датування «Гу бень чжу шу цзі нянь»).